# Великий інквізитор (Достоєвський)
«Великий інквізитор» — вставна притча, опублікована в червневому номері 1879 журналу «Російський вісник» (том CXLI, стр. 736—758) у складі п'ятої глави п'ятої книги «Pro і contra» другій частині роману Федора Достоєвського «Брати Карамазови». Притча являє собою алегоричну розповідь Івана Карамазова Альоші Карамазову на тему християнської свободи волі, свободи совісті, вона містить в собі виклад позиції письменника на суспільство, православ'я, католицизм і займає ключове місце не тільки в романі, а й у всій системі філософських цінностей його автора. Достоєвський називав «Великого інквізитора» «кульмінаційною точкою» свого останнього роману.

## Жанрова своєрідність «Великого інквізитора»
Якщо в цілому синтетичний жанр «Братів Карамазових» почав формуватися лише на початку 1860-х років, то фабула окремих складових роману існувала в 1840-х років, в тому числі мотив засудження Христа його послідовниками. Однак власне антикатолицький елемент в міркуваннях письменника виразно проявився тільки в романі «Ідіот», де князь Мишкін стверджує ідею «римського католицизму» як парадигми «всесвітньої державної влади церкви», що нібито є прямим продовженням духу Римської імперії, чиє вчення протилежне вченню Христа. Ці думки письменника і публіциста знайшли детальний виклад пізніше на сторінках «Громадянина» та «Щоденника письменника» в середині 1870-х років і були підготовчим етапом для написання глави «Великий інквізитор», де отримали завершальне розвиток.

## Сюжет
Притча стосується суперечки Івана та Альоші Карамазових. Іван — атеїст, який не може прийняти думку, що яке-небудь благо може бути виправдане навіть найменшим стражданням («Щастя всього світу не варте однієї сльозинки на щоці невинної дитини»). Альоша відповідає йому, що ця проблема вирішується через прощення Богом. Тоді Іван розповідає притчу, яку сам придумав роком раніше.
Отже, в Севільї XVI ст. люди очікують на друге пришестя Христа. Напередодні було страчено близько сотні єретиків. У місті з'являється Христос, Його одразу впізнають, Він робить чудеса, зцілює та благословляє людей, воскрешає померлу дівчинку. Старий інквізитор проте сумнівається чи справді це Христос. Він наказує взяти Христа під варту, але замість отримати від Нього відповіді, веде монолог.
Інквізитор задумується, що поява Христа порушила звичайний устрій життя і якщо інквізитор накаже стратити Христа як єретика, народ підтримає інквізитора. На думку інквізитора, саме католицтво може зробити людей щасливими — примусово, через страх покарання. Інквізитор уявляє майбутнє, в якому немає злочинів, бо їх бояться здійснювати; а якщо немає злочинів, то немає і гріха. Люди самі хотітимуть поневолення та схвалюватимуть його в обмін на блага від церкви. Іноді їм буде дозволено грішити і людське «стадо» лишиться вдячним, воно любитиме й підтримуватиме церкву. Інквізитор вважає, що Христос дарма відмовився від спокус диявола, адже був би щасливий, отримавши всі блага світу замість порятунку невдячного людства. На думку інквізитора, церква вчинить краще за Христа, принісши справжнє, а не обіцяне, щастя. Люди втратять свободу, проте не почуватимуться винними чи недосконалими — все буде вирішено за них.
Христос увесь цей час мовчить. Інквізитор каже, що спалить Його наступного дня. Тоді Христос мовчки цілує його. Інквізитор вагається, він каже аби Христос ішов і більше не повертався.
Пізніше в «Братах Карамазових» Іванові з'являється чорт у подобі джентльмена та перекривлює його притчу. Він каже, що забувши Бога, людство саме стане Богом і пануватиме над світом. Якщо для Бога немає законів, то й людина стане цілком вільною і всемогутньою. Водночас чорт іронізує, що така епоха може ніколи не настати «через закоренілу глупоту людську». Його слова перериває прихід Альоші.

## Філософська проблематика
Дії Христа в притчі віддзеркалюють події, описані в Євангеліях. Зустріч Христа з інквізитором відповідає зустрічі Христа з Понтієм Пілатом, а поцілунок Христа як символ прощення протилежний за сенсом зрадницькому поцілунку Юди. Інквізитор постає відображенням самого Івана Карамазова, що є атеїстом. Як він вважає, християнство надто високої думки про людину, якій не потрібна свобода; свободи людина боїться. Водночас він стверджує, що людина, котра свідомо відкинула Бога, перевершує собі подібних і може володарювати над іншими людьми. Описаний у притчі демонізм проявляється в двох формах: у звеличенні людини, що ставиться замість Бога, та в презирстві до «людського стада».
Постановка проблеми свободи вибору зробила Достоєвського одним з попередників виник в XX столітті екзистенціалізму.